# Mariano Varela (escritor)
Mariano Julián Varela (Buenos Aires, 7 de septiembre de 1967) es un empresario, escritor, profesor y comunicador social argentino, considerado uno de los actuales referentes de la comunicación y el marketing a nivel internacional.

## Carrera profesional
Desde su graduación como Licenciado en Ciencias de la Comunicación, en la Universidad del Salvador, ha ocupado diversos cargos en agencias de publicidad de América Latina, comenzando en 1990 como Ejecutivo de Cuentas en Marcet, Dreyfus & Asociados.
Con la experiencia ganada, se afianzó como Supervisor de Clientes en Young & Rubicam desde 1991, hasta que en 1994 fue convocado para regir la Vicepresidencia de Cuentas en Leo Burnett.
En 1999, vio la luz uno de los emprendimientos de Internet más exitosos de América Latina, El Sitio.com. En él, Mariano Varela participó activamente como Vicepresidente de Marketing hasta el 2001, cuando este proyecto se fusionó con Iberoamérica Media Partners para crear Claxson Interactive Group, empresa líder en medios de comunicación en Iberoamérica.
Actualmente se destaca como Vicepresidente Ejecutivo y Gerente General de Claxson Interactive Group.
Su pasión por los medios digitales y la tecnología, lo han llevado a ser pionero en el campo de la Televisión multiplataforma digital y 3D en Latinoamérica. 
Además es profesor de Marketing y Negocios en la Universidad Torcuato Di Tella y orador especialista en Medios de Comunicación y Entretenimiento, Mercado latinoamericano, Managment, Marketing y Medios Digitales.

## Reconocimientos y premios
Sus desarrollos innovadores en el campo de la publicidad, los medios y el marketing, le han merecido varios premios y reconocimientos internacionales:
- NY Festivals 1993, 1994
- Cannes 1993, 1994
- Clio Awards 1994, 1995, 1997
- Jerry Goldemberg 2005
- Gran Premio Mercurio Oro 2005

## Obras
En 2006, Mariano Varela publicó el best-seller internacional Todo es Personal, donde habla de la creación de la cadena de valor a través de las relaciones interpersonales en el mundo de los negocios. Editado por Editorial Norma, Grupo Carbajal.

En el 2014, Mariano Varela relanza su libro Todo es Personal editado por Distal.

A comienzos del 2014 también lanza su best-seller en formato digital a través de Amazon.com

Mariano Varela refiere en este libro que las relaciones humanas son complejas: requieren predisposición y un ejercicio constante. Pero en el ambiente de los negocios, suelen gestarse bajo la premisa implícita del interés, por lo que en general se piensa que toda conversación ajena al hecho de cerrar un trato comercial es solo un desvío de ese momento trascendente. 
Este libro propone un cambio radical acerca de lo importante y lo accesorio al plantear que las relaciones personales, lejos de ser un desvío, son fundamentales en el propio crecimiento y también a la hora de hacer negocios. Son el hecho trascendente y el punto de partida. 
Invertir en las relaciones o en el networking de relaciones fue y será clave, porque en mayor o menor medida, en la toma de decisiones, todo es personal. Y el éxito o el fracaso dependen de ello. 
Mariano Varela no ofrece un método infalible para gestar relaciones exitosas ni propone un plan de negocios perfecto. Lo que señala a través de sus experiencias profesionales es que, en definitiva, tales métodos son relativos y que todos somos capaces de obtener mayores beneficios –personales y profesionales– si confiamos en el poder de las relaciones humanas. 
En un mundo cada vez más personal e interconectado, el desafío de construir relaciones valiosas ya no solo está enfocado en la posibilidad de acceder, sino en cómo trascender.